# Козель, Шарлотта
Шарлотта фон Козель (нем. Charlotte von Cosel; 6 января 1818, Бреслау — 22 апреля 1904, Берлин) — немецкая романистка.
Родилась в семье офицера. Много лет провела в Шведте. Под псевдонимом Адельгейда фон Ауэр (Adelheid von Auer) написала ряд романов и повестей из современной ей жизни:
- «Новеллы» (Novellen, 2т., 1858);
- «Модерн» (Modern, 2 т., 1868, 3 изд. 1880);
- «Милосердная сестра» (Die barmherzige Schwester, 1870);
- «Сборник рассказов» (Gesammelte Erzählungen, 3 т., 1874);
- «Новый сборник рассказов» (Neue Novellensammlung, 1875);
- «В лабиринте мира» (Im Labyrinth der Welt, 3 т., 1878);
- «Сердце в нужном месте» (Das Herz auf dem rechten Fleck, 1879);
- «Загородные замки» (Luftschlösser, 1882).